# Lepiota parvannulata
Lepiota parvannulata är en svampart som först beskrevs av Wilhelm Gottfried Lasch, och fick sitt nu gällande namn av Claude-Casimir Gillet 1874. Lepiota parvannulata ingår i släktet Lepiota och familjen Agaricaceae.  Arten är reproducerande i Sverige. Inga underarter finns listade i Catalogue of Life.